# Calliandra macqqueenii
Calliandra macqqueenii är en ärtväxtart som beskrevs av Rupert Charles Barneby. Calliandra macqqueenii ingår i släktet Calliandra och familjen ärtväxter. Inga underarter finns listade i Catalogue of Life.